# Wirówek (Wir)
Wirówek – nieoficjalny przysiółek (nazwa zniesiona) wsi Wir w Polsce, położony w województwie mazowieckim, w powiecie przysuskim, w gminie Potworów.
Miejscowość wchodzi w skład sołectwa Wir.
Nazwa z nadanym identyfikatorem SIMC występuje w zestawieniach archiwalnych TERYT z 1999 roku.
W latach 1975–1998 miejscowość administracyjnie należała do województwa radomskiego.